# Sydney Town Hall

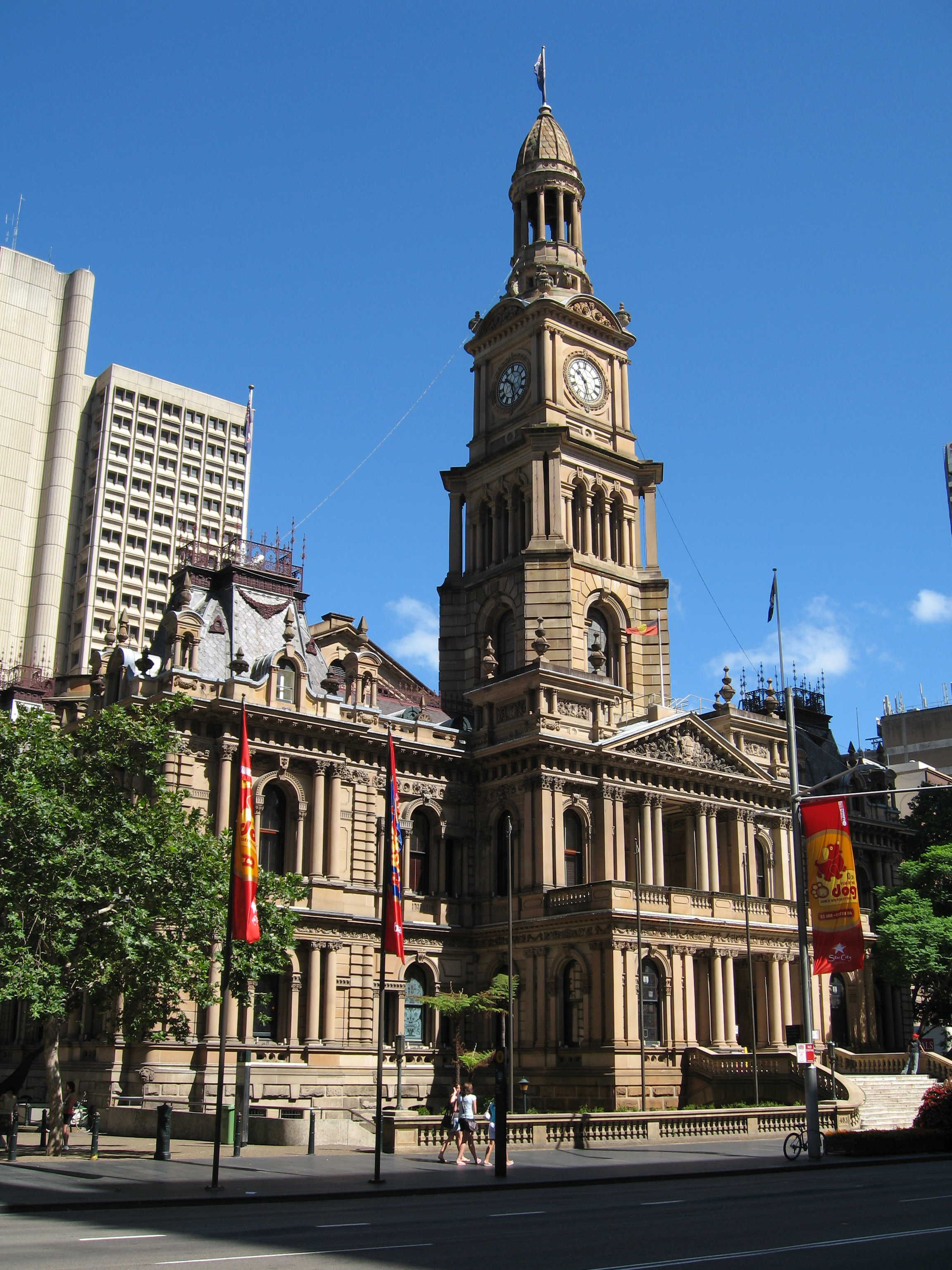
Sydney Town Hall.

Sydney Town Hall är en av de centrala byggnaderna i hjärtat av Sydney, New South Wales, Australien. Byggnaden står mittemot Queen Victoria Building och bredvid St. Andrew's Cathedral och uppfördes under 1880-talet. Byggnaden står ovanför Town Hall station och mellan George Street och Sydney central business district. Dess trappor är en populär mötesplats i staden. Byggnaden inrymmer Sydneys kommunala förvaltning.